# Jassans-Riottier
Jassans-Riottier är en kommun i departementet Ain i regionen Auvergne-Rhône-Alpes i östra Frankrike. Kommunen ligger  i kantonen Trévoux som ligger i arrondissementet Bourg-en-Bresse. Kommunens areal är 4,81 km². År 2022 hade Jassans-Riottier 6 315 invånare.

## Befolkningsutveckling
Antalet invånare i kommunen Jassans-Riottier
Referens: INSEE